# لووگوسانتو
لووگوسانتو (به ایتالیایی: Luogosanto) یک کومونه در ایتالیا است که در استان البیا تمپیو واقع شده‌است.

## خصوصیات
لووگوسانتو ۱۳۵٫۲ کیلومترمربع مساحت و ۱٬۸۹۶ نفر جمعیت دارد و ۳۲۱ متر بالاتر از سطح دریا واقع شده‌است.